# Уцян
Уця́н (кит. упр. 武强, пиньинь Wǔqiáng) — уезд городского округа Хэншуй провинции Хэбэй (КНР).

## История
Во времена империи Хань в этих местах существовали уделы Усуй (武隧侯国) и Уцян (武强侯国). В 178 году до н.э. удел Усуй был ликвидирован, став уездом Усуй (武隧县), а в 115 году до н.э. был расформирован удел Уцян, и его территория вошла в состав уезда Усуй. При узурпаторе Ван Мане уезд Усуй был переименован в Хуаньсуй (桓隧县). При империи Восточная Хань в 25 году опять был создан удел Уцян, но в 26 году он был ликвидирован и вошёл в состав уезда Усуй (武遂县).
При империи Цзинь из уезда Усуй был выделен уезд Уцян. При империи Северная Вэй в 415 году уезд Уцян был присоединён к уезду Уи, но в 494 году восстановлен. При империи Северная Ци в 556 году уезд Усуй был присоединён к уезду Уцян.
При империи Юань в 1224 году уезд Уцян был поднят в статусе, став областью Дунъу (东武州), которой подчинялись уезды Уи и Цзинъань, но в 1234 году область была опять преобразована в уезд Уцян, подчинённый области Шэньчжоу.
В 1949 году был образован Специальный район Хэншуй (衡水专区), и уезд Уцян вошёл в его состав. В 1952 году специальный район Хэншуй был расформирован, и уезд Уцян вошёл в состав Специального района Шицзячжуан (石家庄专区). В 1954 году уезд Уцян был передан в состав Специального района Цансянь (沧县专区).  В июне 1958 года Тяньцзинь был понижен в статусе, став городом провинциального подчинения, и Специальный район Цансянь был присоединён к Специальному району Тяньцзинь (天津专区); уезд Уцян был при этом присоединён к уезду Сяньсянь.
В 1960 году территория бывшего уезда Уцян была передана в состав уезда Шэньсянь Специального района Шицзячжуан. В 1962 году уезд Уцян был воссоздан в старых границах. В том же году Специальный район Хэншуй был создан вновь, и уезд Уцян опять вошёл в его состав. В 1968 году Специальный район Хэншуй был переименован в Округ Хэншуй (衡水地区).
В мае 1996 года решением Госсовета КНР округ Хэншуй был преобразован в городской округ Хэншуй.

## Административное деление
Уезд Уцян делится на 3 посёлка и 3 волости.

## Экономика
Уцян является крупным центром по производству музыкальных инструментов, в том числе духовых. В уезде насчитывается более 60 производителей музыкальных инструментов, которые экспортируют свою продукцию в более чем 80 стран мира. 